# Други рат за Нагорно-Карабах
Други рат за Нагорно-Карабах (познат такође као Азербејџанско-турска агресија у Јерменији, односно Рат у Нагорно-Карабаху 2020. године, Операција за спровођење мира у Јерменији и Контраофанзивна операција у Азербејџану) био је 44-дневни оружани сукоб између Азербејџана с једне и Нагорнокарабашке Републике (Републике Арцаха) и Јерменије с друге стране. Борбе су се водиле за територију Нагорно-Карабах која је међународно призната као део Азербејџана, док фактичку власт има Нагорнокарабашка Република, непризната држава у којој Јермени чине већину од око 99%.
Сукоби су започели ујутро 27. септембра дуж линије контакта Нагорно-Карабаха, након што је започета азербејџанска офанзива. Јерменија и Нагорнокарабашкa Република увеле су ванредно стање и потпуну мобилизацију, док је Азербејџан увео ратно стање и полицијски час као и делимичну мобилизацију становништва. Турска је током трајања рата војно потпомагала Азербејџан.
Рат је карактерисала употреба беспилотних летелица и далекометне тешке артиљерије која је спроводила ракетне ударе с обе стране. Сукобљене стране су се такође служиле пропагандом на државном нивоу као и употребом друштвених мрежа у сврси тзв. информационог рата. Сматра се да је широко заступљена употреба дронова с азербејџанске стране била кључна у одређивању крајњег исхода сукоба.
Након заузимања Шуше, другог по величини града у Нагорно-Карабаху, потписан је споразум о прекиду ватре између зараћених страна и Русије, која је била посредник у преговорима. Након потписивања споразума, од 10. новембра 2020. године, сва ратна дејства су окончана на простору Нагорно-Карабаха. Према споразуму, зараћене стране су задржале под контролом области које су држале у време прекида ватре, док је Јерменија била у обавези да врати Азербејџану околне територије које је држала под окупацијом од 1994. године. Осим тога, Азербејџан је такође добио саобраћајни приступ својој ексклави Нахчиван. У Карабаху, дуж контакт-линије и дуж коридора који повезују Јерменију и Карабах, распоређено је приближно две хиљаде руских мировних снага.

## Позадина
Сукоби Јерменије и Азербејџана око регије Нагорно-Карабах сежу скоро сто година уназад када су совјетске власти одлучиле да се та област прикључи тадашњој Азербејџанској Совјетској Социјалистичкој Републици. Међутим, како се ближио распад Совјетског Савеза, поново се поставило питање статуса Нагорно-Карабаха. 
Децембра 1991. године, на одржаном референдуму у Нагорно-Карабаху, Јермени су се одлучили за стварање независне државе. Убрзо су започели оружани сукоби између Азербејџана и заједничких снага Нагорно-Карабаха и Јерменије. Примирје је постигнуто 12. маја 1994. године; Нагорно-Карабах је дејуре остао део Азербејџана, али дефакто контролу над територијом има непризната Нагорнокарабашка Република. 
Упркос примирју, забележени су бројни оружани инциденти између јерменских и азербејџанских снага међу којима су најжешћи сукоби били 2016. и у јулу 2020. године.

## Сукоби

### 27. септембар
Према речима секретара за штампу председника Републике Арцах Вахрама Похосијана, непријатељства су започела када су у 08:03 часова азербејџанске оружане снаге извршиле артиљеријске и ваздушне ударе на цивилна насеља, укључујући и главни град Степанакерт. Власти су позвале становништво да потражи заклон у склоништима од бомби.
Азербејџанска страна је изјавила да су око 06:00 сати по локалном времену јерменске оружане снаге започеле интензивно гранатирање оружјем великог калибра, минобацачима и артиљеријским носачима различитих калибара положаја азербејџанске војске дуж целе линије фронта и азербејџанских насеља у првој линији фронта. Азербејџан је рекао да је јерменска страна напала и да је Азербејџан реаговао у контраофанзиви. Хикмет Хаџијев, виши саветник азербејџанског председника Илхама Алијева, оптужио је јерменске снаге за покретање „намерних и циљаних“ напада дуж линије фронта.
Снимање екрана видео снимка оружаних снага Јерменије на којем се види како азербејџански тенк избија у пламену након што је или прегазио мину или је погођен противтенковским хицима. Разне слике и видео снимци које је обезбедило азербејџанско Министарство одбране, наводно приказују уништено јерменско складиште муниције, војну опрему, укључујући тенкове, и особље.
Јерменско Министарство одбране саопштило је да је азербејџанска офанзива, такође усмерена на Степанакерт, започела у 08:10 часова по локалном времену (04:10 ГМТ). У офанзиви Азербејџан је распоредио људство, тенковске и ракетне артиљеријске јединице, авијацију и беспилотне летелице. Самопроглашена Република Арцах увела је ванредно стање и потпуну мобилизацију своје мушке популације. Истог дана председник Азербејџана Илхам Алијев обратио се нацији у вези са сукобима. Поподне су у Азербејџану такође уведени војни закон и полицијски час. Војно стање у Азербејџану на снази је од поноћи, 28. септембра, док је полицијски час на снази у Бакуу, већим градовима и неким регионима од 21:00 сат до 06:00 сати по локалном времену. У сукобима је азербејџанска војска распоредила тенкове, артиљерију, ракетне системе и авионе близу линије фронта и отишла дубље на територију насељену Јерменима. Цивили у Нагорно-Карабаху су позвани да уђу у склоништа. Према Артсруну Ховханнисиан-у, азербејџанске оружане снаге су такође ујутру напале у правцу Вардениса на територији саме Јерменије. До поподнева 27. септембра, азербејџанско Министарство одбране известило је о поновном заузимању седам села у Нагорно-Карабаху: Гаракханбаили, Гарванд, Хорадиз, Иукарı Әбдуррәхманлı, Асагı Әбдуррәхманлı, Боиук Марјанли и Нузгар. Министарство одбране Арцах демантовало је ове тврдње рекавши да „Изјава Министарства одбране Азербејџана да је азербејџанска војска наводно заузела 6 насеља не одговара стварности“ и „да је уобичајена провокативна информација [избачена] пропагандну машину. “Министарство је у 16:29 саопштило да је азербејџанска Војна команда предложила јерменској команди у овом правцу да се не опире и да се преда, како би „не уништила у потпуности гарнизон оружаних снага Јерменије у насеља Агдара и да се не повећава број страдалих“, такође наводећи да ће се „лечење ратних заробљеника и цивила спроводити у складу са захтевима Женевске конвенције и међународног хуманитарног права", те да ће се, уколико се наиђе на отпор, „азербејџанске снаге ће неутралисати сваку наоружану особу“. Поподне је азербејџанско Министарство одбране известило о преузимању планинског врха у ланцу Муровдаг. Министарство је такође известило да су азербејџанске снаге преузеле „визуелну контролу, као и контролу ватреног оружја и артиљерије“ над аутопутем Варденис – Мартакерт / Агхдара, који повезује Нагорно-Карабах и Јерменију. Степајан је порекао ове тврдње. Тада је азербејџанско Министарство одбране објавило видео снимак азербејџанског дрона који уништава „складиште оружја и муниције које припада јерменским оружаним снагама“.
Ирански локални званичници известили су да је као резултат сукоба залутали артиљеријски пројектил погодио село Кхалаф Беиглу у округу Хода Афарин, што није резултирало „финансијском или људском штетом“.

### 28. септембар
Око 01:00 сат, азербејџанско Министарство одбране објавило је видео снимак који приказује 3 јерменска војна возила која су гађана на линији додира, штрајковима јединица азербејџанске војске. Министарство је негирало било какве арменске тврдње, наводећи да су „информације које је Јерменско министарство одбране ширило о броју страдалих у азербејџанској војсци неутемељене и не одражавају стварност. Ова тврдња има за циљ ублажавање анксиозности и хаоса у јерменском становништву уочи успеха азербејџанске војске“. Тада је око 6:45 министарство одбране објавило још снимака који приказују уклањање јерменске војне опреме и возила. Отприлике у 08:00 Министарство је известило да су јерменске снаге рано ујутро пуцале на Тартар и изјавило да је „непријатељ последњи пут упозорен“, док је Министарство спољних послова додало да су јерменске снаге гађале “ цивиле и цивилне објекте града сврсисходно.“ Азербејџанско Министарство одбране такође је објавило видео снимак који приказује„ уништавање још два тенка који припадају јерменским оружаним снагама“. Председник Арцахана известио је да је током јутрошњих сукоба јерменска страна повратила контролу над бројем претходно уступљених позиција. Након тога, око 10:00 сати, азербејџанско Министарство одбране објавило је снимке и известило да су азербејџанске снаге очистиле „повољан полигон“ око Талиша, док су Јермени „претрпели велике губитке“. Даље, шеф штампе Служба Министарства одбране Азербејџана, пуковник Вагиф Даргахли, изјавио је да су међу јерменским жртвама и „плаћеници јерменског порекла из Сирије и различитих земаља Блиског истока“. Око 13:10, Министарство одбране Азербејџана објавило је снимак два јерменска тенка која су уништена од азербејџанских беспилотних летелица. Око 14:00, јерменски медији су известили да је азербејџански УАВ оборен у близини Вардениса. Истовремено, Погхосијан је известио да су азербејџанске снаге „свуда суочене са моћним и сламајућим нападима одбрамбене војске“. Око 15:30 Даргахли је изјавио да се јерменске оружане снаге „суочавају са несташицом хране и лекова. “Пола сата касније, азербејџанско Министарство одбране известило је да су азербејџанске снаге пуцале на артиљеријске јединице јерменских оружаних снага. Снаге у правцу Агхдаре које су гађале насеља под контролом Азербејџана. Према министарству, јерменске јединице, које су „претрпеле велике губитке услед тачне артиљеријске ватре, биле су принуђене да се повуку са својих ватрених положаја.“ Око 17:00 сати Министарство је поделило снимке уништених јерменских војних возила, и изјавио да су „још неколико борбених возила која припадају јерменским оружаним снагама уништена у различитим правцима фронта. “Око 19:00 сати Даргахли је известио да су јерменске оружане снаге пуцале на села Иукарı Агцакәнд и Карамусалı из округа Горанбои. Око 19:30 часова, у изјави, Азеркосмос ОЈСЦ је известио да се континуирано надгледање врши преко сателита Азерски у Нагорно-Карабаху, укључујући аутопут Варденис-Мартакерт/Агхдара. Отприлике у 20:00 часова, заменик команданта Артахове одбрамбене војске Артур Саргсијан известио је да су јерменске снаге заузеле неке положаје раније изгубљене од азербејџанских снага. Такође, председавајући Националне скупштине Републике Арцах Артур Товмасиан изјавио је да су јерменске снаге зауставиле нападе са азербејџанске стране и напредовале на своју територију. Тада је, око 21:00 сат, шеф Командно-кадровског факултета Војног универзитета Вазген Саргсијан Министарства одбране Републике Јерменије Артсрун Ховханисијан написао да су азербејџанске снаге покренуле „нову офанзивну операцију великих размера у долини Арас и у правцу Мадагиз – Талıс. Отприлике сат времена касније, Погхосијан је известио да је азербејџански авион оборен у близини Хојавенда.
Ирански медији известили су да су још две ракете слетеле у близини кућа на фарми у округу Хода Афарин.

### 29. септембар
Отприлике у 08:00 часова, азербејџанско Министарство одбране изјавило је да су појачани сукоби настављени током целе дужине фронта током ноћи и да, док су јерменске снаге више пута покушавале да изврше контранапад, азербејџанске јединице смештене у том подручју успеле су успешно одбити их. Истовремено, азербејџанске ваздушне и копнене снаге су изјавиле да су уништиле мешовиту колону јерменских војних возила „крећући се од Мадагиза у правцу Агхдере-а“, заједно са артиљеријском батеријом која пружа ватрену подршку. Отприлике у 09:00 часова Министарство је изјавило да је почев од 07:30 територија азербејџанског округа Дашкасан била подвргнута артиљеријској ватри из Вардениса у Јерменији, Међутим, јерменско Министарство спољних послова то је напорно демантовало, који је тврдио да је реч о измишљотини која је имала за циљ да оправда проширење театра војних операција, укључујући спровођење агресије на Јерменију са Хикметом Хаџиевим, вишим саветником председника Азербејџана Илхама Алијева, изјавивши да је то део „текућег акта јерменске агресије на Азербејџан где је следећи акт напада на Азербејџан изведен са територије суверене државе - Јерменије“. Азербејџанско Министарство одбране тада је изјавило да се азербејџанска офанзива на град Фузули наставља од раног јутра, док су отприлике у 07: 00–08: 00 ујутру азербејџанске снаге изјавиле да су „уништиле још четири јерменска тенка у Подручју Физули-Џабрајил на фронту. Отприлике пола сата касније, Министарство одбране Азербејџана је то порекло. Јерменско Министарство одбране изјавило је да су јединице које припадају Артаховој одбрамбеној армији уништиле склоп азербејџанске оклопне опреме.
У 10:15, азербејџанско Министарство одбране објавило је снимак који очигледно приказује два уништена јерменска тенка. Неколико минута касније, Ховханисијан је изјавио да је ујутру уз још један УАВ оборен и азербејџански УАВ. Отприлике у 11:00 сати, јерменско Министарство одбране изјавило је да је азербејџанска војска отворила ватру на војну базу оружаних снага Јерменије у Варденису, преко јерменске државне границе, такође распоређујући своје ваздухопловство. Приближно у 11:00, азербејџанско Министарство одбране изјавило је да су азербејџанске снаге уништиле јерменски 3. пук моторизоване пушке Мартуни, стациониран у округу Хојавенд. Међутим, то је демантовало Министарство одбране Арцах-а. Поред тога, азербејџанско Министарство одбране тврди да је убило шефа артиљерије 18. моторизованог пушчанског пука јерменске војске, у округу , и да су азербејџанске снаге уништиле јерменску војну вишецевну ракетну бацачу Ураган Округ Хојавенд. После тога, Ховханисијан је изјавио да су азербејџанске снаге покушале даљи напад у јужном и северном правцу, али да су одбијене. Истовремено, Министарство одбране Азербејџана оптужило је Јерменију за израду снимака ради побољшања домаћег морала.
Око 12:00 сати, Ховханисијан је изјавио да је оборен један азербејџански топовски брод“. Међутим, азербејџанско Министарство одбране је то демантовало, тврдећи да тог дана није користило хеликоптере. Такође је изјављено да је јерменски тенк је уништен у близини села Гојарк у бившем округу Агхдара. Отприлике у 12:40, Ховханисијан је изјавио да су јединице одбране Армашке војске уништиле два хеликоптера користећи преносне ракетне бацаче земља-ваздух Игла у источном правцу, и Министарство је објавило снимке о томе. Ховханисијан је затим изјавио да су азербејџанске снаге бомбардирале подручја у близини Вардениса. Тада је азербејџанско Министарство одбране изјавило да је уништило командно-осматрачко место које је припадало 3. кампу 1. пуку јерменске војске у насељу Хадрут у округу Хојавенд, док је јерменско Министарство одбране изјавило да ће јерменска војска распоредити теже системе наоружања и да ће јерменски за цес су одбијали азербејџанске офанзиве. Азербејџанско Министарство одбране изјавило је да је одбијен јерменски покушај напада на војне положаје под контролом Азербејџана из Асагı Веисәлли у округу Фузули, наводећи да су јерменске снаге биле принуђене да се повуку са губицима. Отприлике у 13:20, јерменска страна изјавила је да је азербејџанска војска покренула офанзиву користећи артиљерију, УАВ-е, тенкове и друга оклопна возила. Око 14:30 азербејџанско Министарство одбране тврдило је да су јерменске снаге у Мадагизи су деморализовани. Отприлике у 15:30, азербејџанско Министарство одбране тврдило је да се ракетни системи С-300 који бране ваздушни простор Јеревана уклањају са својих положаја и крећу у правцу Нагорно-Карабаха и тврдило је да ће бити уништени. Убрзо након тога, Артахова одбрамбена војска објавила је снимак који очигледно приказује јерменске снаге како обарају азербејџански топ, уз извештај Хованисјана наговештавајући да су јерменске снаге минобацачима уништиле азербејџанске тенкове. Отприлике у 16:30, Министарство одбране Азербејџана објавило је снимак који очигледно приказује азербејџанске артиљеријске јединице како гађају јерменске снаге.
Отприлике у 18:00 сати, Министарство одбране Арцаха изјавило је да је азербејџанска страна тенковима напала дуж северног и североисточног правца, док су Јермени нанели губитке азербејџанским јединицама. Убрзо након тога, јерменско Министарство одбране изјавило је да је турски Ф-16, полећући са међународног аеродрома Гања, оборио јерменски Су-25, убивши пилота. То су порекле и азербејџанске и турске власти. Тада је, отприлике у 19:30, јерменско Министарство одбране објавило снимак који очигледно приказује уништавање азербејџанске јединице. Отприлике у 22:00, јерменско Министарство одбране изјавило је да је азербејџански конвој напуњен муницијом уништен. Отприлике сат времена касније, азербејџанско Министарство одбране изјавило је да су азербејџанске оружане снаге уништиле положаје 1. батаљона 5. моторизованог пешадијског пука јерменских оружаних снага у близини Хәсәнкаиа у округу Тартар и 1. батаљон 6. моторизоване пешадије Пук у правцу Талиша са артиљеријским ударима.

### 30. септембар
Према Министарству одбране Јерменије, сукоби су настављени слабијим интензитетом преко ноћи. Отприлике у 01:10, азербејџанско МО објавило је снимке који очигледно показују уништавање јерменских војних возила, укључујући тенкове, на подручју округа Џабрајил. Отприлике у 08:30, азербејџанско МО изјавило је да су јерменске снаге гранатирале град Тартар од 08:00 сати. МО Јерменије изјавило је да су јерменске снаге обориле азербејџански дрон ИАИ Хароп. Отприлике у 10:20, азербејџанско МО изјавило је да су азербејџанске јединице опколиле јерменске снаге уз помоћ артиљеријске ватре и да су се сукоби наставили на подручју фронта Агхдара/Мартакерт – Тартар. Отприлике у 10:20 Министарство је изјавило да су јерменске снаге почеле пуцати на Асагı Агцакәнд, у округу Горанбој. Отприлике у 11:10, Министарство одбране Јерменије изјавило је да азербејџанско ваздухопловство напада јерменске положаје у северном смеру фронта. Азербејџанско МО објавило је снимак који очигледно приказује азербејџанско војно гранатирање јерменских положаја.
Отприлике у 12:25, азербејџанско МО изјавило је да је јерменски 2. батаљон 7. пуковније брдске пушке 10. брдско-стрељачке дивизије, смештен у Тонасену, претрпео велике губитке и повукао се. Министарство је потом објавило снимке који очигледно приказују напад. Тада је наведено да су азербејџанске снаге пуцале на командно место јерменског 41. специјалног пука 18. моторизоване дивизије, наносећи жртве. Отприлике у 13:00 часова, Министарство је ујутро објавило снимке који очигледно приказују уништавање јерменске војне опреме, укључујући авионе и ракетне бацаче. Објавио је додатне снимке који очигледно показују уништавање јерменске артиљерије која је гранатирала азербејџанске положаје. МО Јерменије изјавило је да су јерменске снаге уништиле велику количину азербејџанског материјала, укључујући ТОС-1А. Отприлике у 15:00 часова, азербејџанско МО објавило је снимак који очигледно приказује азербејџанске снаге како уништавају два јерменска тенка. Министарство је такође навело да су азербејџанске снаге гранатирале 4. јерменски батаљон, смештен у округу Фузули, и да су његове снаге ударале у седиште јерменског 5. пука брдских пушака 10. дивизије брдске пушке, стационираног у Агдарин. МО Јерменије изјавило је да су јерменске снаге уништиле азербејџанске предстраже и материјал. Отприлике у 17:30, азербејџанско МО објавило је снимке који очигледно показују уништавање јерменског материјала. Отприлике у 17:30, азербејџанско МО објавило је снимке који очигледно показују уништавање јерменског материјала; један сат касније, објавило је снимке који очигледно показују уништавање даљег јерменског материјала. Истовремено, Министарство одбране Јерменије објавило је снимак на којем се очигледно види како јерменске снаге напредују на азербејџанске положаје. Отприлике у 22:00 сата, азербејџанско МО објавило је снимак који очигледно показује уништавање јерменског материјала.

### 1. октобар
Према азербејџанском МО, сукоби су се наставили преко ноћи, азербејџанске јединице су нанеле „сламајуће артиљеријске нападе“ на јерменске положаје, док је МО Арцахх изјавило да се преко ноћи одржавају релативно стабилне тензије. Отприлике у 01:10, азербејџанско МО објавило је снимак који очигледно показује уништавање јерменског материјала. Отприлике у 10:00 сати изјавило је да су јерменске снаге гранатирале град Тартар од јутра. Отприлике у 11:00 часова, азербејџанско МО објавило је видео који очигледно приказује уништавање јерменских артиљеријских оруђа. Истовремено, јерменско МО изјавило је да су јерменске снаге обориле азербејџански беспилотну летелицу у близини әсгәрана, док је МО Арцаха изјавило да су јерменске снаге потиснуле азербејџански напредак. Отприлике пола сата касније, изјавило је да су јерменске снаге обориле азербејџански топ у близини Ләлә Тәпә, док су олупине пале на иранску територију. Такође, азербејџанско МО изјавило је да су као резултат притиска азербејџанске офанзиве јерменске снаге претрпеле велике губитке. Отприлике пола сата касније, изјавило је да су јерменске снаге обориле азербејџански топ у близини Лалатапе, са олупинама које су пале на иранску територију; Азербејџан је то демантовао. Отприлике у 13:00 часова, азербејџанско МО изјавило је да су подручја унутар округа Џабрајил и Фузули била под ракетном ватром из Гориса, у Јерменији. Отприлике пола сата касније, МО изјавило је да су јерменске снаге гранатирале цуоцук Мәрцанлı, Хорадиз и фронтовска села у окрузима Горанбој, Тартар и Ахдам. Приближно у 14.40, МО Арцаха изјавило је да су јерменске снаге обориле два азербејџанска ратна авиона и један хеликоптер; то је порекао Азербејџан који је изјавио да тог дана није распоредио летилице. Азербејџанско МО затражило је уништавање неколико јерменских средстава ПВО и ракетних система са више лансирних система. Отприлике у 19:00 сати Министарство одбране је изјавило да су јерменске снаге пуцале на Хорадиза од 17:50. Отприлике у 23:00 сата, Министарство одбране Јерменије изјавило је да су азербејџанске снаге гранатирале Шатван и Метс Масрик, обоје у самој Јерменији. Отприлике пола сата касније, Министарство је изјавило да су јерменске снаге обориле азербејџански беспилотну летелицу у провинцији Котаик, у Јерменији.
Ирански медији су рекли да је азербејџанска ракета погодила Парвиз Ханлу, у Хода Афарин, у Ирану.

### 2. октобар
Према азербејџанском МО, током ноћи и јутра настављени су сукоби у различитим областима фронта, а азербејџанске снаге су заузеле и преузеле контролу над доминантним висинама око Мадагиза у правцу Ахдаре, док је МО Арцах изјавило да ситуација је била релативно стабилна, иако напета. Отприлике у 09:30, азербејџанско МО изјавило је да су Ксıндıрıстан, Алıбәили, Әхмәдагалı и Сәфәрли у округу Ахдам били под јаком арменском артиљеријском ватром. Отприлике у 11:00 сати Министарство је објавило снимке који очигледно приказују јерменске жртве и уништавање материјала. Отприлике у 12:40 Министарство је изјавило да је Кузанлı у Ахдаму био под ракетном паљбом из Нагорно-Карабаха, док је из Јерменије у Сабиркәнд у Шамкиру из Точка испаљено око 10 пројектила. Министарство је тада изјавило да су Јермени ракетама пуцали на Әмирлија у окрузима Барда, Агдам и Кузанлı у окрузима Товуз. Отприлике у 14:00 часова, Министарство одбране Јерменије изјавило је да азербејџанске снаге бомбардују Степанакерт. Приближно сат времена касније, азербејџанско МО објавило је снимке који очигледно показују уништавање јерменског материјала. Отприлике у 16:40, азербејџанско МО изјавило је да су град Тартар и тарıкарк и Соганвердиләр у округу Барда били под арменском артиљеријском ватром. Приближно сат времена касније, Министарство је изјавило да су азербејџанске снаге уништиле јерменску теренску контролну тачку и поделило је снимке који то очигледно показују, као и уништавање јерменског материјала.

### 3. октобар
Према азербејџанском МО, ситуација дуж фронта остала је напета, док је јерменско МО изјавило да су у северним и јужним правцима фронта у току тешке борбе. Отприлике у 10:40, азербејџанско министарство обране изјавило је да су град Тартар, Шехебад, Кәзијан, Капанли, Кајнак, Ескипара и Хусеинли, сви у Тертеру, заједно са Ајаком Кервендом, Имамкулубеили, Карадагли и Тезекенд, такође у Агдек аснду и Агдекенду. Муганли, Кијемединли и Ренцберлер у Ахџабадију, заједно са Тап Каракојунлуом из Горанбоја, били су преко ноћи изложени интензивној арменској артиљеријској ватри. Отприлике у 19:40, азербејџански председник Илхам Алијев објавио је да су азербејџанске снаге преузеле контролу над Суговушаном. Такође је објавио да су азербејџанске снаге преузеле контролу над Талисом у Тартару, Мехдилима, Какирли, Асаги Маралијан, Сејбеј и Кујцак у Џебраилу и Ашаги Абдурахманли у Физулију.

### 4. октобар
Према Министарству одбране Јерменије, ситуација преко ноћи на фронту била је релативно стабилна, али напета. Отприлике у 09:00 сати, азербејџанско МО изјавило је да су јерменске снаге ракетирале град Тартар и Хорадиз. Отприлике у 10:30 сати Министарство је изјавило да су јерменске снаге артиљеријском ватром напале округ Физули, док су ракете гађале округа Агхдам и Тартар, док је МО Арцах изјавило да азербејџанске снаге гранатирају Степанакерт.
Отприлике пола сата касније, Ганџа је била бомбардована. МО Јерменије порекло је да то долази са његове територије, док је Арцах преузео одговорност, наводећи да су јерменске снаге гађале и уништавале војну ваздухопловну базу Гања, на међународном аеродрому, а Азербејџан је то демантовао. После тога, дописник који је са руског места извештавао са лица места, као и директор аеродрома, изјавио је да аеродром, који није функционисао од марта због пандемије КОВИД-19, није гранатиран. Отприлике у подне, јерменско МО изјавило је да су јерменске снаге уништиле три авиона и два тенка који припадају Азербејџану.
Отприлике у 14:00 сати, Азербејџан је тврдио да су азербејџанске снаге тешко раниле председника Арцаха Арајика Харутијуњана, који је ујутро посетио фронт, у његовом бункеру; ово је порекао . Отприлике сат времена касније, азербејџанско МО објавило је снимке који очигледно приказују уништавање јерменске ватрене, оклопне и логистичке јединице. Отприлике у 16:00 часова, азербејџанско МО изјавило је да су јерменске снаге артиљеријом гађале Сарıцалı у Агхјабади, Бахарлı, Цıраклı и Уцоглан у Агхдам-у и Сахвәлиләр у окрузима Барда. Приближно 40 минута касније, азербејџански председник Илхам Алијев објавио је да су азербејџанске снаге преузеле контролу над градом Џабрајил, као и Каркулу, Кукурбәили, Јукарı Маралиан, Цәрәкән, Дасгәсән, Хоровлу, Махмудлу, Цәфәрабад, и Децал, Инфраг Округ . Отприлике у 17:30, Министарство одбране Јерменије објавило је снимке који очигледно приказују азербејџанске војнике како напуштају Матахис.
Отприлике у 22:40, азербејџанско МО изјавило је да су јерменске снаге ракетирале Тартар и Мингачевир, у којима се налази резервоар за воду, што Јерменија сматра војним циљем; ово су порекли и Јерменија и Арзах. Отприлике сат времена касније, канцеларија азербејџанског председника изјавила је да су јерменске снаге испустиле две ракете средњег домета на округа Кхизи и Апшерон.

### 5. октобар
Према наводима МО Јерменије, сукоби су се наставили са различитим интензитетом преко ноћи, а азербејџанске снаге започеле су офанзиву са југа. Отприлике у 10:00 сати, азербејџанско МО објавило је снимке снимљене радаром, који очигледно показују ракете из Јермука, Капана и Берда са територије Јерменије. МО Јерменије изјавило је да азербејџанске снаге гађају ракете на Степанакерт. Приближно сат времена касније, азербејџанско МО изјавило је да су јерменске снаге гранатирале градове Бејлаган, Барда и Тартар. Отприлике у подне, азербејџанско МО изјавило је да су јерменске снаге гранатирале градове Хорадиз и Тартар, као и села у окрузима Тартар, Ахџабади, Горанбој и Гојгол. Канцеларија азербејџанског председника изјавила је да су јерменске снаге ракетама и ракетама напале Гању, Барду, Бејлаган и неке друге азербејџанске градове, док је азербејџанско МО изјавило да је Гања била под ватром Берда у Јерменији. Отприлике у 16:50, азербејџанско МО изјавило је да су јерменске снаге гранатирале градове Ахџабади и Бејлаган. Министарство је тада изјавило да су азербејџанске снаге уништиле још три тенка 63. тенковског батаљона јерменских оружаних снага. Отприлике у 20:20, азербејџанско МО изјавило је да су јерменске снаге још једном гранатирале Гању .

### 6. октобар
Сукоби су се наставили преко ноћи, азербејџанске снаге су вршиле „оперативну и војну супериорност“ дуж читавог фронта, укључујући у правцу Џабраил-Фузули, према подацима азербејџанског МО, док је МО Јерменије изјавило да је ситуација стабилна и напета. Министарство је такође тврдило да су азербејџанске снаге уништиле јерменско складиште муниције у Балици и објавило снимке који очигледно показују уништавање јерменског материјала. Према азербејџанским изворима, школска зграда и ватрогасно возило погођени су у округу Агдам ракетама испаљеним са јерменске стране. Отприлике у 16:30, МО Јерменије изјавило је да су азербејџанске снаге започеле нову офанзиву на јужном фронту. Отприлике пола сата касније, Министарство је изјавило да су азербејџанске снаге гранатирале Степанакерт. Отприлике у 19:00 часова, азербејџанско МО изјавило је да су јерменске снаге гранатирале округе Јевлах, Горанбој и Бејлаган. Отприлике у 22:30, главно тужилаштво Азербејџана тврдило је да је Јерменија испаљивала ракете на нафтовод Баку-Тбилиси-Џејхан, а азербејџанска војска то спречила. Тада је наведено да су јерменске снаге гранатирале град Тартар.

### 7. октобар
Према азербејџанском МО, сукоби су се наставили дуж целог фронта преко ноћи. Приближно у 10:00 сати, азербејџанско МО изјавило је да азербејџанске снаге контролишу округ Џабрајил. Такође је објавио снимке који очигледно приказују азербејџанске снаге у Кукурбәјлију. Отприлике пола сата касније, Министарство је изјавило да су јерменске снаге гранатирале села у окрузима Тартар, Барда, Ахдам, Ахџабади, Фузули и Џабрајил. Отприлике у подне изјавило је да су азербејџанске снаге преузеле контролу над новим јерменским базама, док је јерменско МО изјавило да азербејџанске снаге гранатирају Степанакерт. Отприлике у 15:00 часова, азербејџанско МО изјавило је да су јерменске снаге пуцале на села у окрузима Тартар и Фузули. Отприлике у 19:30, председник Арцаха изјавио је да су јерменске снаге заузеле неке положаје..

### 8. октобар
Сукоби су се наставили преко ноћи, а према МО Арцах, ситуација је била стабилна, али напета. Према азербејџанском МО, почев од јутра, јерменске снаге започеле су гранатирање села у окрузима Горанбоj, Тартар, Ахдам, Барда и Ахџабеди, као и град Барда. Отприлике у подне, председништво Азербејџана изјавило је да су јерменске снаге ракетирале Гању, Барду, Тартар и друге градове са МЛС Смерч. Затим је објављено да је катедрала Газанчетсоц у Шуши била под поновљеним бомбардирањем и оштећена азербејџанским гранатирањем, а Азербејџан је то порекао. Отприлике у 13:00 сати, азербејџанско МО изјавило је да су јерменске снаге испустиле ракету Точка на град Барда. Отприлике у 15:00 сати, Министарство одбране Јерменије изјавило је да јерменске снаге одбијају азербејџанске офанзиве. После тога, азербејџанско МО изјавило је да су јерменске снаге гранатирале села у окрузима Горанбој, Тартар и Ахдам. Током дана, азербејџанско МО објавило је снимке који очигледно показују уништавање јерменског материјала и инфраструктуре.

### 9. октобар
Сукоби су се наставили преко ноћи, а према МО Арцах, ситуација је била стабилна, али напета. Према азербејџанском МО, почев од јутра, јерменске снаге пуцале су на округе Горанбој, Тартар, Барда и Агдам и гранатирале округ Ахџабади и град Мингачевир. Министарство је такође објавило снимак који приказује села у округу Џабрајил, над којима су азербејџанске снаге очигледно преузеле контролу. МО Јерменије изјавило је да азербејџанске снаге бомбардују Степанакерт. Отприлике у 14:00 часова, азербејџанске власти изјавиле су да су јерменске снаге испустиле ракете на џамију у Бејлагану и на џамију Гој Имама у Ганџи. Потом је азербејџанско МО објавило снимке који очигледно приказују уништавање и заробљавање јерменског материјала. Отприлике у 16:30 изјавило је МО да су азербејџанске снаге обориле балистичку ракету током лета од Јерменије до Мингачевира. Отприлике у 17:00 часова, азербејџански председник објавио је да су азербејџанске снаге преузеле контролу над Хадрутом, заједно са селима Цаили, Јукари Гузлек, Горазили, Кислак, Карацалı, Ефендилер, Сор и Сулејманли. Заробљавање Хадрута одбио је Арцах, објавивши снимак који очигледно приказује филмску екипу која се вози кроз град. После тога, азербејџанско МО објавило је снимке који очигледно показују уништавање јерменског материјала, поставку Суговушана и улице Талıс, поново тврдећи да је Азербејџан присуство у спорним селима.

## Примирје

### 10. октобар
Нешто пре 04:00 часа (00:00 ГМТ) 10. октобра, руски министар спољних послова Сергеј Лавров известио је да су се и Јерменија и Азербејџан договорили о прекиду ватре у Нагорно-Карабаху „из хуманитарних разлога“ након 10 сати разговора у Москви и најавио да ће странке сада ступити у "суштинске" разговоре. Непријатељства су формално заустављена у 12:00 часова (08:00 ГМТ), како би се омогућила размена затвореника и опоравак мртвих, што ће олакшати Међународни комитет Црвеног крста. Јерменија и Азербејџан међусобно су се оптуживали за бомбардовање цивилних насеља пре прекида ватре, при чему су обе стране негирале оптужбе друге. Свака страна је такође оптужила другу за прекид примирја, и ваздушне сирене су активиране у Степанакерту. Азербејџанско МО наставило је са објављивањем снимака који очигледно показују уништавање јерменског материјала. И Арцах и Азербејџан оптужили су се да су напали Хадрут, али су тврдили да је град остао под њиховом контролом. Отприлике у 23:00, азербејџанско МО изјавило је да су јерменске снаге гранатирале Тартар, док је МО Јерменије изјавило да азербејџанске снаге бомбардују Степанакерт; Азербејџан је то демантовао.

### 11. октобар
Следећег дана је, према Арцаху, ситуација била прилично мирна, са мањим прекршајима прекида ватре. Отприлике у 02:30, азербејџанско МО изјавило је да су јерменске снаге погодиле Гању ракетом Скуд, пуцале из Берда у Јерменији, убивши 10 и ранивши 33 цивила; ово је званично одбијен, али је накнадно потврђен. Азербејџан је такође тврдио да су јерменске снаге испаљивале ракете на хидроелектрану Мингачевир. Отприлике у 18:00 часова, азербејџанско МО изјавило је да су јерменске снаге гранатирале села у окрузима Ахдам, Тартар, Ахџабади и Фузули.

### 12. октобар
Мањи сукоби наставили су се и 12. октобра, а азербејџанско МО одузело је оперативну предност, а азербејџански председник је изјавио да су јерменске снаге покушале да поврате Хадрут. Тада је азербејџанско МО изјавило да су јерменске снаге гранатирале округа Ахдам, Тартар и Горанбој. Отприлике у 15:00 часова, азербејџански председник изјавио је да су азербејџанске снаге имале оперативну контролу над неколико села, али да нису ушле у њих.

### 13. октобар
Сукоби су, по свему судећи, настављени 13. октобра у окрузима Агдара, Агдам, Физули и Хадрут, јер су јерменске снаге очигледно гранатирале Горанбој, Тартар и Ахдам Дистрикт. После тога, Арцах је оптужио Азербејџан за покретање великог новог напада. Увече је азербејџанско МО објавило снимак који очигледно приказује делове Хадрута под азербејџанском контролом, али према ББЦ-у укључује снимке са суседних висова и Тагасера, а не из центра Хадрута.

### 14. октобар
Сукоби су се наставили 14. октобра, а ситуација у окрузима Агдара, Агдам, Физули, Хадрут и Џабрајил остала је напета, наводи азербејџанско МО. Отприлике у 09:00 часова, азербејџанско МО изјавило је да су јерменске снаге гранатирале области Тартар, Агдам и Агџабеди.
Азербејџански председник Илхам Алијев објавио је да су азербејџанске снаге преузеле контролу над селима Карадагли, Ксатинбулак и Караколу у региону Физулија, затим села Булутан, Меликцанли, Камартук, Така, Тагасер у окрузима Хоџавенд.

### 15. октобар
У међувремену, Русија, ангажујући се у шатл дипломатији на високом нивоу и рекавши да верификује азербејџански напад на саму Јерменију, поновила је апел обема странама да окончају борбе и указала на спремност да на фронт распореди војну посматрачку мисију да помогне у обезбеђивању примирја. Турска и Азербејџан инсистирали су да Минска група није успела да постигне трајно решење сукоба и четворосмерне преговоре који би укључивали Јерменију, Азербејџан, Русију и Турску. Азербејџански председник је 15. октобра изјавио да су азербејџанске снаге преузеле контролу над Арисом у Физулију, Досулуом у Џабрајилу и неколико насеља у округу Хоџавенд. Увече се појавио видео снимак наводно двојице заробљених јерменских војника који су, по свему судећи, погубљени од стране азербејџанских војника. Јерменско представништво пред Европским судом за људска права рекло је да анализирају снимке наводног погубљења с циљем подношења жалбе због кршења људских права. Заштитник људских права Нагорно-Карабаха рекао је да је један од убијених Јермена био цивил, а други војник. Генерално тужилаштво Републике Азербејџан изјавило је да је видео лажан и да је о њему започело истрагу.

### 16. октобар
Дана 16. октобра, мањи сукоби настављени су преко ноћи, линија фронта је остала напета. Азербејџанско Министарство одбране изјавило је да су јерменске снаге гранатирале округе Горанбој, Тартар, Агдам и Агџабеди. Увече је азербејџанско Министарство одбране изјавило да су претходног дана јерменске снаге лансирале ракету на Ордубад, у Нахчивану. Јерменске власти су то демантовале. Азербејџан је изјавио да је преузео контролу над насељима у округу Хоџавенд. Преко ноћи, јерменске снаге ракетирале су Мингачевир и Ганџу, потоњу, ракетом „Скад“, према Азербејџану. Према извештачу „РИА Новости“, пројектил је погодио густо насељено стамбено подручје Ганџе, које је удаљено мање од 2 km (1,2 mi) од зграде градске куће. У првим извештајима се наводи да је у Ганџи услед напада убијено 13 цивила, а више од 50 рањено. Министарство одбране Јерменије демантовало је да је напад дошао са њене територије и изјавило да је оборило 2 дрона у својој провинцији Сјуник, што је Азербејџан демантовао.

### 17. октобар
Преко ноћи нападнути су Мингачевир и Ганџа у Азербејџану, последњи са неколико пројектила Скад, према Азербејџану, јерменске снаге. Истовремено, власти Арцаха изјавиле су да је Степанакерт гранатиран, укључујући и касетну муницију, ранивши три. Азербејџанске власти изјавиле су да је у нападу на Гању убијено 13 цивила и повређено више од 52; јерменско МО одбацило је одговорност и тврдило да је оборило две азербејџанске беспилотне летелице у својој провинцији Сјуник, које је Азербејџан накнадно порекао. Азербејџански МО тврдио је да је оборио јерменски СУ-25, који је Јерменија демантовала, и да је заузео Фузули и неколико села. Око 18:15, јерменско Министарство одбране тврди да је оборило три азербејџанска беспилотна летелица у Јерменији.
Увече је постигнут споразум о хуманитарном прекиду ватре од поноћи.

### 18. октобар
Рано ујутро, обе стране су се међусобно оптуживале за кршење ново уговореног прекида ватре. Отприлике у 07:30, МО Јерменије изјавило је да су азербејџанске снаге покренуле нову офанзиву дуж реке Араз. Отприлике два сата касније, азербејџанско МО изјавило је да су његове снаге одбиле јерменске нападе, наводећи потом да су јерменске снаге пуцале на азербејџанске линије у окрузима Гадабај и Товуз из арменских Чамбарака и Берда, дуж арменско-азербејџанске државне границе. Отприлике сат времена касније, дописник „РИА Новости“ известио је о размени тешке артиљерије у близини Хадрута. Отприлике у 12.30, азербејџанско МО изјавило је да је оборило јерменски ратни авион Су-25, за који је изјавило да је напао Џабраил; Јерменија је издала деманти.
Увече су азербејџанске власти изјавиле да су спремне да тела пребаце коридором у Товузу, Азербејџан и Тавушу, Јерменија. Такође, азербејџански председник Илхам Алијев изјавио је да су азербејџанске снаге преузеле контролу над мостовима Ходафарин и браном која се налази уз мостове, подигли заставу на једном од мостова и објавили њене снимке. Отприлике у 19:00 сати, азербејџанско МО изјавило је да су азербејџанске снаге подигле заставу у Фузулију и објавиле њен снимак.

## Тотална ескалација и рат

### 19. октобар
Сукоби су се наставили преко ноћи, а азербејџански МО је захтевао оперативну супериорност; у њему се наводи да су јерменске снаге гранатирале округа Горанбој, Тартар и Ахдам и пуцале на округ Ахџабади. Отприлике у 08:00 сати, азербејџански председник објавио је да су азербејџанске снаге заузеле неколико села у округу Џабрајил. После тога, јерменско МО изјавило је да су азербејџанске снаге почеле гранатирати и напредовати до јерменских линија са севера и југа и напредовати са тенковима. У подне је азербејџански генерални тужилац изјавио да су ракете које су испале јерменске снаге пале 250 метара од цевовода Баку – Новоросијск; Јерменија је издала деманти.

### 20. октобар
Преко ноћи су се појачали сукоби, посебно у близини Мартакерта, Хадрута и Зангилана, укључујући азербејџанске офанзиве. Отприлике у подне, азербејџанско МО изјавило је да су јерменске снаге гранатирале округа Агдам и Тартар. Око два сата касније, азербејџански председник изјавио је да су азербејџанске снаге имале контролу над Зәнгиланом, административним центром округа Зангилан, и неколико села у окрузима Зангилан, Фузули, Џабрајил и Хојавенд; преименовао је В тонг у Цинарли. Убрзо након тога, азербејџанско МО објавило је снимке на којима се види Зангилан, а руска служба ББЦ потврдила је изјаве Азербејџана. Заузврат, јерменско МО изјавило је да се азербејџанске снаге повлаче дуж реке Арас; Азербејџан је издао деманти.

### 21. октобар
Преко ноћи сукоби су се још појачали, посебно у окрузима Зангилан и Мартакерт, и близу Хадрута. Ујутро је Азербејџан оптужио Јерменију за гранатирање Тартара; Јерменија је оптужила Азербејџан за гранатирање Мартакерта. Отприлике у 20:30, председник Азербејџана Илхам Алииев изјавио је да су азербејџанске снаге преузеле контролу над 22 насеља у окрузима Фузули, Џабрајил и Зангилан.

### 22. октобар
Сукоби су настављени преко ноћи различитог интензитета, нарочито у близини Мартакерта, Хадрута и Зангилана. МО Јерменије изјавило је да су азербејџанске снаге преко ноћи гранатирале и Хојавенда. Заузврат, азербејџанско МО изјавило је да су балистичке ракете лансиране са територије Јерменије на Кабалә и Курдамир у 09:00 часова по локалном времену; Јерменија је издала деманти. У по подне је азербејџанско МО изјавило да су азербејџанске снаге обориле јерменски дрон у Нахчивану. Отприлике у 17:30 часова, председник Азербејџана изјавио је да су азербејџанске снаге преузеле контролу над неколико села у окрузима Фузули и Џабрајил. Поред тога, изјавио је да су азербејџанске снаге стекле контролу над Агбандом у округу Зангилан, објављујући наводне потврдне снимке. Према Алијеву, азербејџанске снаге су овим осигурале контролу над азербејџанско-иранском границом. Јерменија је издала деманти и изјавила да су се догодили тешки сукоби у близини Кацара у Фузулију. Отприлике сат времена касније, МО Јерменије изјавило је да су се жестоки сукоби догодили дуж целог фронта, посебно у провинцији Мартуни
.

## Последице

### Јерменија
Убрзо након што је у раним сатима 10. новембра 2020. стигла вест о потписивању споразума о прекиду ватре, у Јерменији су избили насилни протести против Никола Пашињана, тврдећи да је „издајник” због тога што је прихватио мировни споразум. Демонстранти су заузели зграду парламента разбивши метална врата, извукли из аутомобила председника Народне скупштине Јерменије Арарата Мирзојана и претукли га. Портпарол јерменског Министарства одбране Арцрун Ованисјан је 12. новембра 2020. поднео оставку.

### Азербејџан
Насупрот томе, мировни споразум и крај рата сматрају се победом и нашироко су прослављени у Азербејџану. Дана 10. новембра 2020. Азери су махали заставама у Бакуу када је споразум најављен.

### Русија и Турска
У чланку који је 10. новембра 2020. објавио руски лист Ведомости под насловом „Како је Русија изгубила Други карабашки рат”, Константин Макијенко, заменик директора Центра за анализу стратегија и технологија (CAST) и члан стручног већа Одбора за одбрану руске Државне думе, написао да су геополитичке последице рата биле „катастрофалне” не само за Јерменију, већ и за Русију, јер се утицај Москве на Закавказје смањио, а „престиж успешне и дрске/ратоборне Турске, насупрот томе, неизмерно повећао”.

## Жртве и губици у војној опреми

### Цивилне жртве
Заступник људских права Артак Бегларијан из Арцаха рекао је да су 27. септембра жена и дете убијени азербејџанским гранатирањем цивилних насеља у провинцији Мартуни у Нагорно-Карабаху. Према његовим речима, школе су гранатиране, а у многим насељима настала је велика штета на цивилној инфраструктури. Према Бегларијану, „Само у Степанакерту има више од 10 повређених, укључујући децу и жене.“ Азербејџанско Министарство одбране порекло је ове тврдње.
Генерално тужилаштво Републике Азербејџан је, у изјави, известило да је током сукоба, као резултат интензивне паљбе из јерменских тешких артиљеријских постројења, 27 људи хоспитализовано са различитим повредама, док је азербејџански министар спољних послова Послови Јеихун Баирамов изјавио је да је од 28. септембра убијено 6 цивила. Према прес-служби азербејџанског Министарства спољних послова, становници Касалтı Каракоиунлу, Нафталан, 69-годишњи Елбрус Гурбанов и четири члана његовог породица, 64-годишња Шафајат Гурбанова, 14-годишњи Фидан Гурбанова, 13-годишњи Шахријар Гурбанов и 39-годишња Афаг Амирова убијени су као резултат артиљеријске ватре јерменских оружаних снага. Дана 28. септембра, Генерално тужилаштво Републике Азербејџан известило је да је један од метака које су испале јерменске снаге погодио кућу 41-годишњег Јошгуна Анвара оглу Пашаијева, цивила из Евоглуа, и резултирао његовом смрћу. Такође је известило да је 45-годишњи Мехман Совет оглу Алијев убијен гелером који је пао у близини управне зграде Окружног суда Тартар на авенији Хејдар Алијев у Тартару. Возач хитне помоћи који је пролазио кроз то подручје, 52-годишњи Ганбар Асгар оглу Асадов и војни полицајац у возилу, 26-годишњи Факхрадин Фарман оглу Хусеинов, као и још један становник Татара, 29-годишњи стари Турал Фирдовси оглу Ибрахимов, такође су повређени. Према изјави, јерменске оружане снаге циљале су „густо насељена подручја - регионалне и руралне центре, објекте цивилне инфраструктуре - болнице, медицинске центре, школске зграде, вртиће“. Према подацима Генералног тужилаштва Републике Азербејџан, истог дана, око 19:00 сати, артиљеријским пројектилом убијени су 39-годишњи Халиг Асиф оглу Абасов и његов брат 36-годишњи Елшан Асиф оглу Абасов пуцањ у дворишту стамбене зграде за инвалиде и расељена лица у насељу Шихарх, округ Тартар убијен. Такође, 36-годишњи Сејмур Фузули оглу Мамадов и 31-годишњи Фаиг Малик оглу Махмудов су хоспитализовани са различитим повредама.
Што се тиче војних губитака, Азербејџан је тврдио да је више од 550 јерменских војника убијено или рањено и да је уништио 24 тенка и друга оклопна возила, 15 јерменских противавионских јединица 9К33 Оса, 8 артиљеријских комада, 18 беспилотних летелица и 3 магацина муниције. Заузврат су изгубили један хеликоптер, иако је његова посада преживела пуцање.
Власти Јерменије и Арцаха у почетку су тврдиле да су оборена четири азербејџанска хеликоптера и уништено десет тенкова и авиона, као и 15 дронова. Касније су бројке ревидиране за 400 убијених азербејџанских војника, уништено 36 тенкова и оклопних возила, уништено 2 оклопна борбена инжењерска возила и обарање 4 хеликоптера и 27 беспилотних летелица током првог дана борбених дејстава. У том смислу су објавили снимке који приказују уништавање или оштећење 5 азербејџанских тенкова.
Власти Аацаха пријавиле су смрт 59 војника, са око 200 повређених.
До 4. октобра, Арцах и јерменске власти пријавиле су да је 18 арменских цивила убијено у Нагорно-Карабаху и двоје у Јерменији.
Према азербејџанским изворима, јерменска војска гађала је густо насељена подручја која садрже цивилне структуре. Од 5. октобра, Генерално тужилаштво Републике Азербејџан изјавило је да је током сукоба, као резултат извештаја о гранатирању јерменске артиљерије, убијено 25 људи, док је 124 људи било хоспитализовано. Међу цивилним жртвама су петорица становника Касалтı Каракоиунлу, из Нафталана ; један из Евоглуа, неколико у или из Тартара, два из насеља Сıкарк у округу Тартар; један у Карадаглı у Агхдаму, један из Хорадиза, два из Ахдама; два из Бејлагана; један из Гање; један из Ахџабадија; и један из Барде.
Азербејџанска ватра је 1. октобра ранила два француска новинара из Ле Мондеа који су извештавали о сукобима у Мартунима.

### Војне жртве
Од почетка сукоба, азербејџанска влада није открила број својих војних жртава. Међутим, јерменске и артсашке власти тврде да је убијено више од 4.900 азербејџанских војника; од 13. октобра, јерменски медијски извор пружио је имена и чинове 619 наводно убијених азербејџанских војника. [непоуздан извор?] 6. октобра, азербејџанско МО одбацило је тврдњу МО Јерменије о 200 смртних случајева након наводног пораза азербејџанске јединице. Сиријска опсерваторија за људска права документовала је смрт најмање 119 сиријских бораца или плаћеника који се боре за Азербејџан.
Од 13. октобра власти Арцаха пријавиле су смрт 532 војника, а такође је умро и јерменски пилот обореног Су-25. Међутим, од 30. септембра азербејџанске власти су тврдиле да више од 2.300+ јерменских војника мора бити убијено или рањено.

### Губици војне опреме
До 7. октобра Азербејџан је тврдио да је уништио око 250 тенкова и других оклопних возила; 150 других војних возила; 11 командних и командно-осматрачких места; 270 артиљеријских јединица и МЛРС, укључујући БМ-27 Ураган; 60 јерменских противавионских система, укључујући С-300 и 25 оса 9К33; 18 УАВ-а и 8 складишта оружја. Од 2. октобра, Центар за анализу и комуникацију економских реформи Азербејџана проценио је јерменске губитке на 1,2 милијарде америчких долара. Заузврат је наведено да је азербејџански хеликоптер оштећен, али га је посада очигледно вратила на територију под контролом Азербејџана без жртава. 14. октобра Азербејџан је изјавио да је даље уништио пет тенкова Т-72, три ракетна бацача БМ-21 Град, један ракетни систем 9К33 Оса, једно возило БМП-2, један топ ПВО КС-19, две хаубице Д-30 и неколико Аутомобили јерменске војске. Истог дана Азербејџан је најавио уништење неколико тактичких бацача балистичких пројектила који су гађали Гању, Мингачевир и друге градове.
Власти Јерменије и Арцаха у почетку су тврдиле да су срушена четири азербејџанска хеликоптера и уништено десет тенкова и авиона, као и 15 дронова. Касније су бројке ревидиране на 36 уништених тенкова и оклопних возила, уништена два оклопна борбена инжењерска возила и срушена четири хеликоптера и 27 беспилотних летелица током првог дана борбених дејстава. Објавили су снимак који приказује уништавање или оштећење пет азербејџанских тенкова. Током 2. октобра, Армашка одбрамбена војска тврдила је да је уништено 39 азербејџанских војних возила, укључујући тенк Т-90; четири ловца-бомбардера СУ-25; три јуришна хеликоптера Ми-24; и 17 беспилотних летелица.

## Анализе
У интервјуу датом 27. септембра, стручњак Томас де Вал изјавио је да је мало вероватно да је непријатељство покренула јерменска страна. „У основи, Јермени су победили у рату деведесетих година, имају сву територију коју желе“, рекао је Де Вал. „Њихов циљ је нормализација постојећег стања.“ За Азербејџан је изјавио да „из различитих разлога, Азербејџан рачуна да ће му војна интервенција донети нешто”.

## Званичне изјаве

### Јерменија
Дана 27. септембра, премијер Јерменије Никол Пашињан оптужио је азербејџанске власти за провокацију великих размера. Јерменски премијер је рекао да „недавне агресивне изјаве азербејџанског руководства, заједничке војне вежбе с Турском као и одбацивање предлога ОЕБС-а јасно указују да је ова агресија била унапред планирана и да представља провокацију великих размера против мира и сигурности у региону“.
Дана 28. септембра, Министарство спољних послова Републике Јерменије издало је саопштење да „народ Арцаха ратује против заједничких снага Азербејџана и Турске“. Амбасадор Јерменије у Русији Вардан Тогањан није искључио могућност да се Јерменија обрати Русији за нове залихе наоружања.
Дана 1. октобра, јерменска Служба за националну безбедност изјавила је да је ухапсила и оптужила за издају бившег јерменског војног званичника због сумње да је шпијунирао азербејџанске обавештајне агенције.

### Азербејџан
Према подацима азербејџанског министарства одбране, 26. септембра, дан пре офанзиве, јерменска војска је почела с нападима на линију фронта. Азербејџан је изјавио да је јерменска страна прво напала, а да су азербејџанске снаге потом кренуле у контраофанзиву.
Дана 27. септембра, Хикмет Хаџијев, виши саветник председника Азербејџана, оптужио је јерменске снаге у извођењу „својевољног и намерног“ напада на линију фронта и у „намерном гађању стамбених подручја где су настањени цивили“, назвавши то „грубим кршењем међународног хуманитарног права“.

## Наводи о умешаности треће стране
Због географије, историје и осетљивости сукоба у Нагорно-Карабаху, оптужбе, наводи и изјаве дате су за умешаност трећих и међународних актера, укључујући извештаје у медијима и Сиријску опсерваторију за људска права (СОХР) . Докази о присуству сиријских бораца у Азербејџану расту.

### Турска и Сиријска национална војска
Два дана након оружаног сукоба, неколико припадника Сиријске националне војске и СОХР тврдили су да приватна турска безбедносна компанија регрутује Сиријце да се боре у Арцаху; то су порекли Азербејџан и Турска. Извештај Тајмса делимично је потврдио умешаност Турске у слању 200 сиријских бораца да подрже азербејџанске снаге; извор са седиштем у Турској известио је да они делују независно од СНА. Русија је изразила забринутост због „илегалних оружаних јединица“ из Сирије и Либије у зони сукоба. СОХР је потврдио укупно 320 сиријских бораца у Азербејџану, пре свега сиријско-туркменског порекла из дивизије Султан Мурад, и напоменуо да нису учествовали у сукобима. СОХР је изјавио да су сиријске побуњеничке групе са већинском арапском већином одбиле да пошаљу своје борце у Азербејџан. 
Од 1. октобра 2020. СОХР је потврдио смрт 28 сиријских бораца и скоро 60 рањених или несталих. Касније је француски председник Емануел Макрон оптужио Турску да је сиријске „џихадисте“ послала у Нагорно-Карабах преко Газијантепа. 
Дана 2. октобра руски истражни лист Новаја Газета известио је да је 700–1000 милитаната очигледно послато у Азербејџан и детаљно описао њихов план транспорта и регрутације, позивајући се на Хамзину дивизију и бригаду Самарканд и Нуредин Зинки. 
Дана 3. октобра, јерменски премијер Пашињан тврдио је да су сиријски борци, заједно са специјалцима турске војске, били укључени, заједно са око 150 високих турских војних официра, наводно усмеравајући војне операције. Истог дана, Национална служба безбедности Јерменије представила је пресретнуте разговоре, наводно између турске и азербејџанске војске, као и разговоре наводно између азербејџанске војске и плаћеника на арапском језику. 
Елизабет Цурков, америчка експерткиња за Сирију, извештавала је о видео снимцима странаца који говоре арапски, а које је идентификовала као вероватне сиријске плаћенике у Хорадизу, позивајући сународнике да им се придруже. Грузијска служба државне безбедности изјавила је да су вести о пролазу сиријских бораца из Турске кроз Грузију у Азербејџан дезинформације. 
Руска новинска агенција РИА Новости изјавила је 5. октобра да су се 322 сиријска „плаћеника“ налазила у зони сукоба и да су 93 убијена, док је 430 из Сирије већ стигло. 
Дана 6. октобра руска спољна обавештајна служба изјавила је да је неколико хиљада бораца из блискоисточних терористичких организација стигло у Нагорно-Карабах да се боре за Азербејџан, посебно из Џабхат ал-Нусре (огранак ал-Каиде), Фирката Хамзе и дивизије Султан Мурат, као и екстремистичке курдске групе, тврдећи да су све повезане с Исламском државом (ИСИЛ). Истог дана, поновивши оптужбе француског председника Макрона да је Турска послала сиријске борце у сукоб, сиријски председник Башар ал Асад потврдио је њихово умешање.
Дана 7. октобра Азија Тајмс је известио да су се плаћеници наводно пријавили за одлазак у Азербејџан за 1.500 америчких долара месечно.
Дана 13. октобра СОХР је изјавио да је најмање 119 протурских сиријских побуњеничких бораца, који су били међу више од 1.450 бораца, убијено у сукобима. У међувремену, неидентификовани лидер СНА, Џезр Прес и чланак Гардијана потврдили су смрт десетина сиријских бораца.
Дана 14. октобра, Вашингтон пост објавио је извештај у којем се наводи смрт више од 50 сиријских плаћеника у Карабаху, од којих је већина ангажована од стране Турске.

### Борци јерменске дијаспоре и курдске милиције
Пре сукоба, турски извори тврдили су да су припадници ЈПГ и ПКК из Ирака и Сирије пребачени у Нагорно-Карабах ради обуке јерменских милиција против Азербејџана, а 30. септембра турски извори тврде да је приближно 300 милитаната ПКК превезено у Нагорно-Карабах преко ИранаБорци јерменске дијаспоре и курдске милиције
Такође погледајте: Јерменско-курдски односи
Пре сукоба, турски извори тврдили су да су припадници ЈПГ и ПКК из Ирака и Сирије пребачени у Нагорно-Карабах ради обуке јерменских милиција против Азербејџана, а 30. септембра турски извори тврде да је приближно 300 милитаната ПКК превезено у Нагорно-Карабах преко Ирана. Међутим, према коментатору Вашингтон поста, у ове тврдње се може сумњати због тога што је Турска претходно издала сумњиве изјаве у вези са активностима ПКК и ЈПГ. Коментатор Јерусалимског поста написао је да су сугестије Дејли Сабаха о умешаности ПКК/ЈПГ у Карабах створене да створе оправдање за Турску да тврди да ПКК прети њеној 'безбедности' како би могла да нападне, напомињући да је Турска искористила исти изговор за напад на северни Ирак и Сирију.
Дана 28. септембра, азербејџанско МО, тврдило је да су међу јерменским жртвама плаћеници јерменског порекла из Сирије и разних земаља Блиског истока. Истог дана, турски министар одбране изјавио је да Јерменија мора „да врати најамнике и терористе које је довела из иностранства“. Два дана касније, саветник за спољну политику азербејџанског председника изјавио је да би међународна заједница „требало да адекватно одговори на употребу терористичких снага од стране Јерменије“. СОХР је такође изјавио да су сиријски борци рођени Јерменци превожени у Јерменију да се боре против Азербејџана. Турско Министарство одбране захтевало је 4. октобра да „терористи“ ПКК-ЈПГ, наводно сарађујући са Јерменима у гађању цивила, напусте регион. Следећег дана Азербејџан је изјавио да је Јерменија против себе широко ангажује стране терористичке снаге и плаћенике, при чему постоје јасни докази о људима јерменског порекла са Блиског истока, посебно Сирије и Либана, а потом Русије, Грузије, Грчке, Уједињених Арапскх Емирата и других земаља. У свом извештају либански новинар Нове Газете, Вадих ел-Хаиек, заснован на тајним информацијама либанског Министарства унутрашњих послова, изјавио је да је током последњих неколико дана око 500 локалних грађана, етничких Јермена, напустило Либан да би отишло на ратиште у Нагорно-Карабаху.
Азербејџанска служба државне безбедности (ССС) 6. октобра је тврдила да је Јерменија ангажовала стране плаћенике, укључујући чланове курдских милитантних група које је Јерменија довела из Ирака и Сирије, да се боре против Азербејџана. Да би то поткрепио, азербејџански ССС је представио пресретнуте разговоре наводно између чланова ПКК.

### Снабдевање оружјем

#### Израел
Извештава се да је Израел, главни трговински партнер и добављач оружја за Азербејџан, наставио да испоручује оружје, посебно дронове, током сукоба.

#### Русија, Иран и Грузија
Током сукоба, азербејџански и ирански медији известили су да се руско наоружање и војни хардвер транспортују у Јерменију преко Ирана. Иранско Министарство спољних послова је 29. септембра порекло ове тврдње. Следећег дана медији повезани са азербејџанском владом поделили су снимке који наводно приказују материјал који се превози. Азербејџански посланик Сабир Рустамханли тврдио је да је Иран био ангажован у транспорту оружја из различитих земаља у Јерменију. После тога, у азербејџанском парламенту, Рустамханли је предложио отварање азербејџанске амбасаде у Израелу. Шеф кабинета председника Ирана, у телефонском позиву са замеником премијера Азербејџана, негирао је тврдње и изјавио да имају за циљ нарушавање односа обе државе. Ирански медији повезани са државом изјавили су да се камиони приказани на снимку састоје од пошиљки камиона Камаз које је јерменска влада претходно купила од Русије.

#### Србија
Азербејџан је тврдио да Јерменија користи српско оружје за које се тврди да је превезено преко Грузије. Као одговор на то, председник Србије Александар Вучић изјавио је да Србија и Јерменију и Азербејџан сматра пријатељима и „братским народима“, инсистирајући да се српско оружје није користило у Нагорно-Карабаху.

## Реакције

### Јерменија
Дана 28. септембра, Јерменија је забранила напуштање државе свим мушкарцима старијим од 18 година који су прошли мобилизацију.
Дана 29. септембра, Јерменија је одложила суђење бившем председнику Роберту Кочарјану и другим бившим званичницима оптуженим у случају постизборних немира 2008. године. Наведени разлог био је тај што је један од оптужених, бивши министар одбране Јерменије, Сејран Охањан, отишао у Арцах током азербејџанског напада.
Дана 1. октобра Тикток је био недоступан у Јерменији.

### Азербејџан
Азербејџанске власти су 27. септембра ограничиле приступ интернета у целој држави недуго након почетка сукоба. Према изјави азербејџнаског Министарства саобраћаја и технологија, такав корак је предузет „да би се спречиле провокације Јерменије“. Државни комитет за рад с дијаспором Републике Азербејџан такође је апеловао на Азербејџанке који живе у иностранству да не шаљу незваничне и пристрасне информације на друштвеним мрежама и другим медијима. У вези с војном ситуацијом, Народна скупштина Републике Азербејџан прогласила је полицијски час у Бакуу, Ганџи, Гојголу, Јевлаху и одређеним окрузима од поноћи 28. септембра. Такође, прес служба Азербејџан ерлајнса саопштила је да ће сви аеродроми у Азербејџану бити затворени за редовне путничке летове до 30. септембра.

Председник Азербејџана Илхам Алијев издао је 28. септембра декрет о делимичној мобилизацији становништва у држави Азербејџан.

### Међународне реакције

#### Организације и заједнице
1. Европска унија — председник Европског савета Шарл Мишел позвао је на „повратак преговорима, без предуслова“.
2. Уједињене нације — генерални секретар Уједињених нација Антонио Гутереш изјавио је да „обе стране треба одмах да престану с борбама, деескалирају тензије и без одлагања да се врате преговорима“.[458]
3. ОЕБС — Организација за европску безбедност и сарадњу позвала је обе стране да зауставе војне акције и врате се преговорима.[459]
4. Савет туркофоних држава — генерални секретар Турског савета Багдад Амрејев изражава дубоку забринутост због војне конфронтације на окупираним територијама Републике Азербејџан. Турско веће је позвало на територијални интегритет и неповредивост међународно признатих граница Азербејџана и захтевало је тренутно, безусловно и потпуно повлачење оружаних снага Јерменије са свих окупираних територија Азербејџана.[460]

#### Државе чланице УН
Представници неколико земаља, укључујући Албанију. Аргентину, Канаду, Кину, Француску, Грузију, Немачку, Грчку, Иран, Пољску, Румунију, Русију, Србију, Саудијска Арабију, Сједињене Америчке Државе и Ватикан, позвали су на мир међу зараћеним странама.
Владе Пакистана, Федерације Босне и Херцеговине и Турске изразиле су подршку Азербејџану, притом кривећи Јерменију за кршење примирја. Бошњачки члан Председништва Босне и Херцеговине Шефик Џаферовић и лидер Странке демократске акције Бакир Изетбеговић јавно су исказали подршку Азербејџану, осуђујући Јерменију и упоредивши тамошњу ситуацију с ратом у БиХ (1992—1995).
Кипар је осудио „кршење прекида ватре од Азербејџана“ и све ескалирајуће акције „укључених страна или било какве интервенције трећих страна“, позивајући на повратак мирним преговорима.

#### Политичке личности
Кандидат за председника Сједињених Држава Џозеф Бајден захтевао је да Турска „остане ван сукоба“.
Сали Бериша, бивши председник Албаније, позвао је међународну заједницу да се озбиљније ангажује у решавању сукоба.
Француски председник Емануел Макрон изразио је забринутост због „брзоплетих и опасних“ изјава Турске у вези са сукобом, наводећи да је „изузетно забринут због ратних најава“.